# Rosa fedtschenkoana
Espèce
Classification phylogénétique
Rosa fedtschenkoana est une espèce de plantes à fleurs de la famille des Rosaceae. C'est un rosier classé dans la section des Cinnamomeae, originaire d'Asie centrale : Turkestan, Kazakhstan, Afghanistan, Xinjiang (Chine). Ce rosier a été introduit en Europe par Olga Fedtschenko qui l'a trouvé lors de l'une de ses expéditions au Turkestan et l'a apporté au jardin botanique impérial de Saint-Pétersbourg où il a été étudié par Eduard von Regel, son directeur, qui l'a baptisé ainsi en 1878.
Des analyses d'ADN réalisées au Japon ont montré que cette espèce était l'un des trois parents des rosiers de Damas.

## Description[3]
C'est un buisson haut de 1 à 3 mètres, drageonnant, très rustique, dont les feuilles, composées  de 7 à 9 folioles, sont glauques sur les deux faces.
Ses fleurs simples de 4 à 5 cm de diamètre, blanches, qui apparaissent tout l'été, ont une odeur désagréable.
C'est l'une des rares espèces sauvages de rosiers remontants.

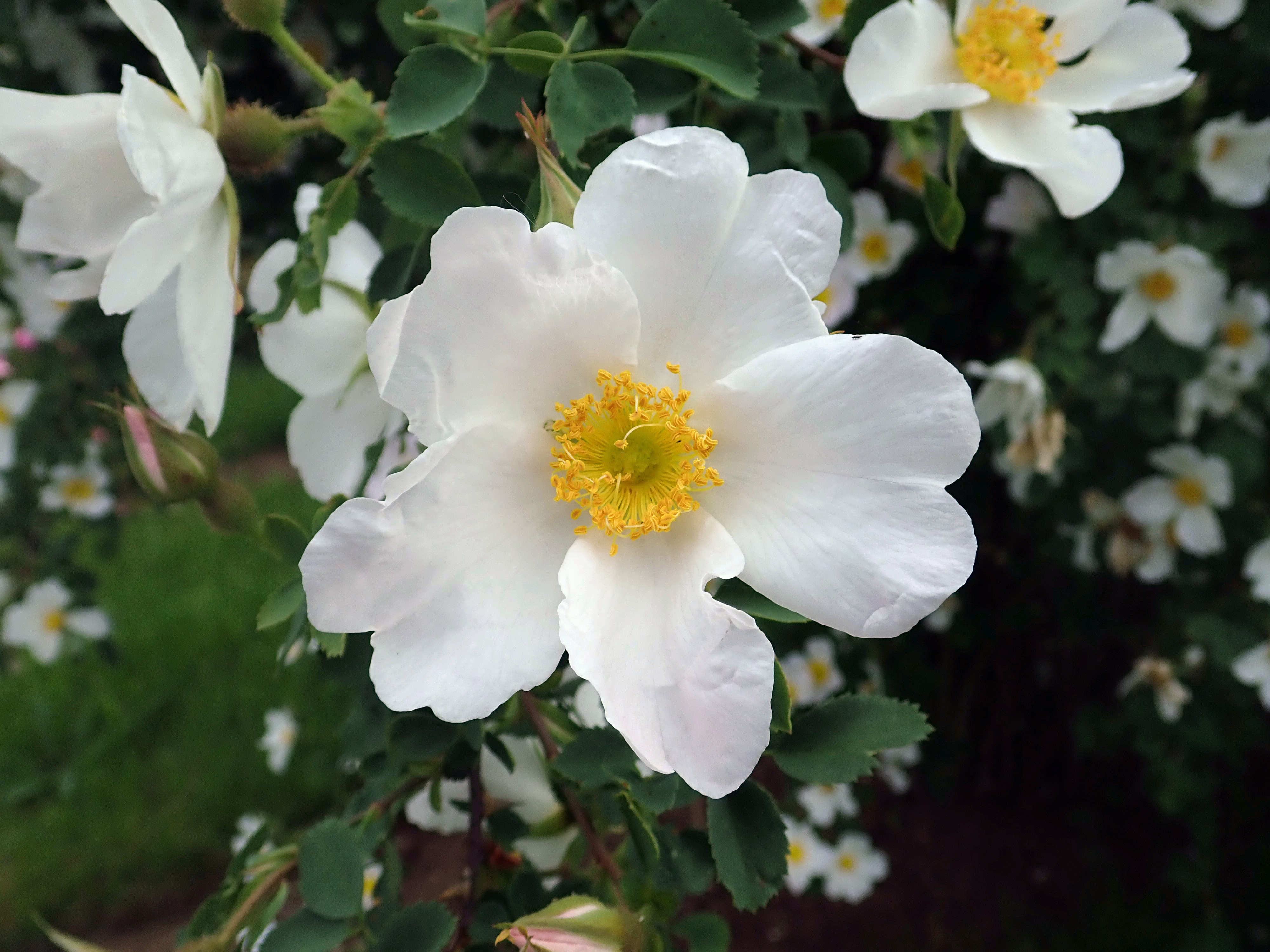
Fleurs de Rosa fedtschenkoana en juin.